# Morti nel 1751
| Questa pagina contiene informazioni ricavate automaticamente dalle voci biografiche con l'ausilio del template Bio e di un bot. L'aggiornamento è periodico e automatico e ricostruisce completamente la pagina. Se manca una persona in questa lista, sei pregato di non aggiungerla, ma accertati piuttosto che la sua voce biografica contenga il template Bio e che i dati anagrafici siano correttamente compilati. Se il template Bio manca, inseriscilo tu stesso o, in alternativa, metti l'avviso {{tmp\|Bio}} che ne segnala la mancanza. Se i dati riportati sono sbagliati, correggi direttamente la voce biografica; le modifiche saranno visibili in questa lista entro pochi giorni. Per chiarimenti vedi il progetto biografie. La lista contiene solo le 101 persone che sono citate nell'enciclopedia e per le quali è stato implementato correttamente il template Bio. Pagina aggiornata al 2 lug 2025. |

## Gennaio(12)
- 3 gennaio - Anna Sofia Carlotta di Brandeburgo-Schwedt, nobildonna tedesca (n. 1706)
- 4 gennaio - Robert Maynard, militare inglese (n. 1684)
- 6 gennaio - Carl Marcus Tuscher, pittore, scultore e architetto tedesco (n. 1705)
- 7 gennaio - Federico IV d'Assia-Homburg, nobile (n. 1724)
- 17 gennaio - Tomaso Albinoni, compositore e violinista italiano (n. 1671)
- 20 gennaio - John Hervey, I conte di Bristol, politico inglese (n. 1665)
- 21 gennaio - François Armand Gervaise, religioso francese (n. 1660)
- 26 gennaio - Charles Dieupart, clavicembalista, violinista e musicista francese (n. 1676)
- 26 gennaio - Hermann Carl von Ogilvy, generale e politico boemo (n. 1679)
- 29 gennaio - Giuseppe Amico di Castell'Alfero, militare italiano (n. 1673)
- 29 gennaio - Martin Knutzen, filosofo tedesco (n. 1713)
- 29 gennaio - Jacob van Schuppen, pittore francese (n. 1670)

## Febbraio(10)
- 1º febbraio - Mondilio Orsini, patriarca cattolico italiano (n. 1690)
- 1º febbraio - Michel-Étienne Turgot, politico francese (n. 1690)
- 8 febbraio - Nicola Salvi, architetto italiano (n. 1697)
- 9 febbraio - Henri François d'Aguesseau, giurista e politico francese (n. 1668)
- 11 febbraio - Johann Christian Feige, scultore e intagliatore tedesco (n. 1689)
- 13 febbraio - Muhyi ad-Din Muzaffar Jang Hidayat, principe indiano
- 18 febbraio - Giuseppe Matteo Alberti, compositore italiano (n. 1685)
- 18 febbraio - Kilian Ignaz Dientzenhofer, architetto tedesco (n. 1689)
- 25 febbraio - Georg Caspar Schürmann, compositore tedesco
- 28 febbraio - Kyranna di Salonicco, santa greca (n. 1731)

## Marzo(8)
- 8 marzo - Johann Benjamin Thomae, scultore e ebanista tedesco (n. 1682)
- 13 marzo - Pietro Castrucci, compositore e violinista italiano (n. 1679)
- 15 marzo - Jean-Louis Des Balbes de Berton de Crillon, arcivescovo cattolico francese (n. 1684)
- 18 marzo - William Coventry, V conte di Coventry, politico inglese (n. 1667)
- 24 marzo - János Pálffy, generale austriaco (n. 1664)
- 25 marzo - Federico I di Svezia, re (n. 1676)
- 31 marzo - Robert Walpole, II conte di Orford, politico inglese (n. 1701)
- 31 marzo - Federico, principe del Galles, duca (n. 1707)

## Aprile(7)
- 7 aprile - Carl Otto Rechenberg, giurista, poeta e storico tedesco (n. 1689)
- 12 aprile - Sigismund von Kollonitz, cardinale e arcivescovo cattolico austriaco (n. 1676)
- 20 aprile - Gisella Agnese di Anhalt-Köthen, principessa (n. 1722)
- 22 aprile - Francis Scott, II duca di Buccleuch, politico scozzese (n. 1694)
- 23 aprile - Giacomo I di Monaco, principe (n. 1689)
- 24 aprile - Charles Calvert, V barone Baltimore, nobile e politico irlandese (n. 1699)
- 30 aprile - Peter Lacy, generale irlandese (n. 1678)

## Maggio(7)
- 2 maggio - Maria Maddalena Musi, soprano italiano (n. 1669)
- 2 maggio - Domenico Valguarnera, vescovo cattolico italiano (n. 1697)
- 14 maggio - Mary Churchill, nobile britannica (n. 1689)
- 14 maggio - Henry Reinhold, basso tedesco (n. 1690)
- 19 maggio - Józef Potocki, condottiero polacco (n. 1673)
- 20 maggio - Domingo Miguel Bernabé Terradellas, compositore spagnolo (n. 1713)
- 29 maggio - Paolo Groppelli, scultore italiano (n. 1677)

## Giugno(4)
- 5 giugno - Corrado Gonzaga di Palazzolo, nobile italiano (n. 1674)
- 8 giugno - Giuseppe Maria Brocchi, presbitero e scrittore italiano (n. 1687)
- 9 giugno - John Machin, matematico e astronomo inglese (n. 1680)
- 20 giugno - Sebastiano Paoli, letterato, archeologo e antiquario italiano (n. 1684)

## Luglio(7)
- 2 luglio - François Robichon de La Guérinière, cavaliere francese (n. 1688)
- 3 luglio - Louis Denis Lalive de Bellegarde, funzionario francese (n. 1680)
- 5 luglio - Nicolò Cattaneo Della Volta, doge (n. 1679)
- 11 luglio - Augusta Dorotea di Brunswick-Wolfenbüttel, duchessa (n. 1666)
- 12 luglio - Tokugawa Yoshimune, militare giapponese (n. 1684)
- 27 luglio - Charles Beauclerk, II duca di St. Albans, nobile e politico inglese (n. 1696)
- 31 luglio - Tiryaki Hacı Mehmed Pascià, politico ottomano (n. 1680)

## Agosto(4)
- 1º agosto - Paul de Lamerie, orafo britannico (n. 1688)
- 25 agosto - Sarah Cadogan, nobildonna inglese (n. 1705)
- 25 agosto - Christian Friedrich Rolle, organista e compositore tedesco (n. 1681)
- 30 agosto - Christopher Polhem, scienziato e inventore svedese (n. 1661)

## Settembre(3)
- 4 settembre - Jacques Philippe D'Orville, filologo e storico olandese (n. 1696)
- 12 settembre - Maria Anna Carolina del Palatinato-Neuburg, nobile tedesca (n. 1693)
- 18 settembre - Leopoldo Retti, architetto italiano (n. 1705)

## Ottobre(6)
- 2 ottobre - Pierre Du Mage, compositore e organista francese (n. 1674)
- 11 ottobre - Bartolomeo Rota, mercante e nobile italiano (n. 1668)
- 17 ottobre - Pietro Antonio Corsignani, vescovo cattolico e storico italiano (n. 1686)
- 21 ottobre - Annibale Albani, cardinale e vescovo cattolico italiano (n. 1682)
- 22 ottobre - Guglielmo IV di Orange-Nassau, nobile (n. 1711)
- 26 ottobre - Philip Doddridge, teologo inglese (n. 1702)

## Novembre(8)
- 11 novembre - Julien Offray de La Mettrie, medico e filosofo francese (n. 1709)
- 16 novembre - George Graham, orologiaio e inventore inglese (n. 1673)
- 18 novembre - Abraham Vater, anatomista tedesco (n. 1684)
- 19 novembre - Giovanni Antonio De Pieri, pittore italiano (n. 1671)
- 26 novembre - Leonardo da Porto Maurizio, presbitero, religioso e santo italiano (n. 1676)
- 27 novembre - Charles François Paul Le Normant de Tournehem, politico francese (n. 1684)
- 29 novembre - Salvino Salvini, poeta e umanista italiano (n. 1667)
- 30 novembre - Jean-Philippe Loys de Chéseaux, astronomo svizzero (n. 1718)

## Dicembre(7)
- 8 dicembre - Jean-Pierre de Caussade, gesuita francese (n. 1675)
- 8 dicembre - Lothar Joseph Dominik von Königsegg-Rothenfels, generale e diplomatico austriaco (n. 1673)
- 12 dicembre - Henry Saint-John Bolingbroke, politico e filosofo inglese (n. 1678)
- 16 dicembre - Leopoldo II di Anhalt-Dessau, principe tedesco (n. 1700)
- 19 dicembre - Luisa di Hannover, regina (n. 1724)
- 20 dicembre - Christian Heinrich Eckhard, giurista, storico e diplomatista tedesco (n. 1716)
- 29 dicembre - Carlo di Lorena, nobile francese (n. 1684)

## Senza giorno specificato(18)
- Antonia de Rocamora, nobildonna spagnola (n. 1724)
- Richard Cassels, architetto irlandese (n. 1690)
- Antonio Di Gennaro, matematico italiano (n. 1676)
- Joseph Fauchier, ceramista francese (n. 1687)
- Anna Gavrilovna Golovkina, nobildonna russa
- John Gorham, generale britannico (n. 1709)
- John Frederick Lampe, compositore e fagottista tedesco (n. 1703)
- Giovanni Domenico Lombardi, pittore italiano (n. 1682)
- Pierre-Antoine Mallet, esploratore francese (n. 1700)
- Giommaria Mameli, politico italiano (n. 1675)
- Jacques Martin, presbitero francese (n. 1684)
- Nishikawa Sukenobu, pittore e incisore giapponese (n. 1671)
- Claudius Innocentius du Paquier, austriaco (n. 1679)
- Nathaniel Parr, incisore e editore britannico
- Giulio Quaglio il Giovane, pittore italiano (n. 1668)
- Giovanni Francesco Richelmi, teologo e gesuita italiano (n. 1679)
- Thomas Thynne, II visconte Weymouth, politico inglese (n. 1710)
- Louise Julie de Mailly, francese (n. 1710)